# 安邦保险
安邦保险集团股份有限公司（以下简称安邦保险），曾是中国保险行业综合性集团公司之一，破產前拥有财产险、寿险、健康险、资产管理、保险代理销售、保险经纪等多种业务，包括安邦财产保险股份有限公司、安邦人寿保险股份有限公司、和谐健康保险股份有限公司及安邦资产管理有限责任公司等多家子公司。集团网络遍布全国31个省市自治区，拥有3000多个网点、2000多万客户以及海外资产管理公司。其总资产最高峰时曾经超过1.9万亿元。
2018年2月，鉴于安邦集团存在违反法律法规的经营行为，可能严重危及公司偿付能力，中国保监会决定于2018年2月23日起，对安邦集团实施接管。未來安邦集團不開展新的保險業務。2020年2月结束接管后，安邦集团和安邦财险依法予以清算注销。
2020年9月14日，安邦集团（统一社会信用代码：9111000076454055XA）召开股东大会，会议决议解散公司，并成立清算组（筹）。下一步，该公司将按照法律法规向中国银保监会申请解散，在取得相关行政许可后及时组织清算。

## 历史

### 安邦产险时期
2004年9月13日，安邦财产保险股份有限公司（安邦产险）在浙江省宁波市海曙区灵桥路255号中宁大厦正式成立，并在北京开设第一家分支机构；发起人包括7家法人单位，注册资本5亿元，經過七次增資，特別是2014年的兩次共499億元的增資，目前其註冊資本達619億元，總資產約為19，710億人民幣。
- 上海汽车集团出资1亿元，占股20%
- 旅行者集团公司，主业为汽车销售
- 联通租赁集团，主业为汽车租赁
- 标准基础设施投资集团
- 美君投资集团
- 浙江中路基础设施投资集团
- 嘉兴公路建设投资

陈毅之子陈小鲁和上海汽车集团股份有限公司总经理胡茂元等人作为发起股东代表参加了在宁波召开的创立大会，胡茂元为安邦财险首任董事长。自从安邦保险成立以来，陈小鲁一直担任董事，甚至在2015年1月29日被《南方周末》报道称是安邦“真正的老板”。但是陈小鲁随即在社交媒体中坚决否认自己是安邦实际控制人，表示自己“就是顾问，一咨询，二站台，无股份”。2015年2月2日《南方周末》就1月29日关于安邦保险的报道发表道歉声明，称“信息核实有不实之处，就此对安邦保险集团及主要负责人致歉。”
2005年，安邦财险在上汽的4S店代理销售车险。2005年1月26日，中国保险监督管理委员会公布，同意安邦人壽保險股份有限公司出資5億元人民幣設立安邦基金管理有限公司，出資額佔比100%。2005年，与上海通用汽车、中国工商银行签订战略合作协议，保费收入突破10亿元；辽宁、福建等22家分公司开业，基本上完成了业务网络在全国范围内的铺设。2005年首次增资到16.9亿元，引进中石化为新股东，中石化与上汽各自出资3.38亿元，各占股份40%。  
2006年 在全行业推行“见费出单”“零应收”等举措，受到保监会认可，推动了行业发展，天津、吉林等7家分公司陆续开业，ABCC俱乐部正式启动全国市场运营。2006年第二次增资到37.9亿元时，上汽跟进，总出资7.58亿元，仍然占股20%，以后增资再未跟进。
2007年，累计保费突破100亿大，GPS系统工程顺利完成，实现全国范围的集中管理和调度。
2008年，保监会批准安邦产险在全国37家分公司开展电话销售业务，安邦产险是产险行业第一家获许同时在全国所有省份开展电话营销的企业。
2009年，安邦财产保险股份有限公司注册资本变更为51亿元人民币、累计保费突破200亿大关。
2010年，安邦人寿保险股份有限公司成立，至此，安邦保险已经拥有产险、寿险、健康险等多块牌照，安邦保险金融集团雏形已经基本形成；它随后收购瑞福德健康保险股份有限公司，并更名为“和谐健康保险股份有限公司”。
2011年5月第五次增资，安邦财产保险股份有限公司注册资本变更为120亿人民币，跃居行业第二；股东仍为8个。保监会批准安邦产险进行集团化改组，安邦资产管理有限责任公司、和谐保险销售有限公司成立。2011年，安邦集团战略投资并控股成都农商行，根据媒体报道，这笔交易大约是斥资50亿获得35%的股权。成都农商银行2014年控制资产3500亿元。很快成都农商行坏账率从18%降到了0.85%，ROE保持20%以上。

### 安邦集团时期
2012年 安邦保险集团股份有限公司成立。
2013年12月，安邦保险以近17亿元价格收购世纪证券，持股91.65%。
2014年1月第六次增资到300亿元，引进了17家企业法人作为新股东。2014年，安邦保险集团以19.5亿美元价格收购希爾頓全球酒店集團旗下的纽约华尔道夫酒店。安邦保险将委托希尔顿集团代为管理华尔道夫酒店，并授予后者一百年的管理服务期限；同年，安邦保险集团还分别全资收购了比利时保险公司FIDEA、以及比利时德尔塔·劳埃德银行。在国内市场上，它举牌民生银行，安邦系一战成名。至2016年，安邦人寿、安邦财险、和谐健康、安邦保险合计持有民生银行16.79%的A股股权，安邦集团位列第一大股东。2014年9月份第七次增资到619亿元时，又再引进了14家企业法人“新股东”。
2015年1月26日，保监会批复，同意安邦保险旗下子公司安邦人寿出资5亿元人民币设立安邦基金管理有限公司，出资额占比100%。2015年2月，安邦保險以作價至少14億歐元收購荷蘭保險公司Vivat。同月，安邦保險從私募股權投資公司Vogo收購韓國東洋人壽57.5%的股權。2015年4月，安邦人寿、安邦保险集团分别斥资6635.3万元、2312万元参股天津信托，合计持股5.26%。2015年11月，安邦保險以每股26.8美元价格，斥資15.9億美元現金收購HRG集團旗下保險公司美國信保人壽（Fidelity & Guaranty Life），為中國企業首次收購美國人壽保險公司。
2016年3月14日安邦保險以65億美元（約504億港元）向黑石集團收購美國酒店房地產信託Strategic Hotels& Resorts Inc，及其旗下17間散佈美國各地的豪華酒店和度假村，共有7921間酒店房間，以及84.7萬方呎會議場地。4月，安邦保险海外子公司与安联保险集团（Allianz SE）在韩国联合宣布，安联集团向安邦保险海外子公司出售韩国安联人寿和韩国安联资产管理。11月，安邦系旗下的安邦资产管理有限责任公司3次增持中国建筑，持股比例从5%上升至10%。
2017年6月14日，安邦集团在官方网站发布声明称，安邦保险集团董事长兼总经理吴小晖被北京警方拘留。实际被上海警方控制，集团多名高管被陆续带到上海收押。2018年2月23日，上海市人民检察院第一分院对吴小晖集资诈骗、职务侵占案向上海市第一中级人民法院提起公诉。同时中国保监会决定于2018年2月23日起，对安邦集团实施接管，接管期限一年。2018年3月28日，上海市第一中级人民法院公开开庭审理安邦集团原董事长、总经理吴小晖犯集资诈骗罪、职务侵占罪一案。公诉人指控吴小晖集资诈骗罪，至案发实际骗取652.48亿元。5月10日上午，上海市一中院一审宣判，对被告人吴小晖以集资诈骗罪判处有期徒刑15年，剥夺政治权利4年，并处没收财产人民币95亿元；以职务侵占罪判处有期徒刑10年，并处没收财产人民币10亿元。数罪并罚，决定执行有期徒刑18年，剥夺政治权利4年，并处没收财产人民币105亿元，违法所得及其孳息予以追缴。

### 保監會接管
鉴于安邦集团存在违反法律法规的经营行为，可能严重危及公司偿付能力，为保持安邦集团照常经营，保护保险消费者合法权益，依照《中华人民共和国保险法》有关规定，中国保监会决定于2018年2月23日起，对安邦集团实施接管，接管期限一年。
3月28日，安邦接管工作组公告称吴小晖因个人犯罪行为接受法院公开审理，安邦集团已免去吴小晖董事长、总经理的职务。4月4日安邦保險集團官網發佈公告稱，2018年3月28日，中國銀行保險監督管理委員會批復同意保險保障基金向安邦保險集團增資608.04億元。增資後，安邦保險集團註冊資本619億元。2018年5月10日，上海市第一中级人民法院对被告人吴小晖集资诈骗、职务侵占案进行一审宣判，数罪并罚决定执行有期徒刑十八年，剥夺政治权利四年，并处没收财产人民币一百零五亿元，违法所得及其孳息予以追缴。
2018年6月22日中國銀行保險監督管理委員會發布公告，批准接管工作組對安邦保險集團章程做出修改。修改後的章程第十八條顯示，公告顯示，安邦保險集團股本為普通股6190000萬股，其中中國保險保障基金有限責任公司持有6080400萬股，佔總股本的98.23% 上海汽車工業（集團）總公司持有75800萬股，佔總股本的1.22%;中國石油化工集團公司持有33800萬股，佔總股本的0.55%。
2019年2月22日中國銀行保險監督管理委員會發布公告，为巩固接管取得的成果，积极推进安邦集团转入正常经营，依照保险法第146条规定，中国银保监会决定，将安邦集团接管期限延长一年，自2019年2月23日起至2020年2月22日止。

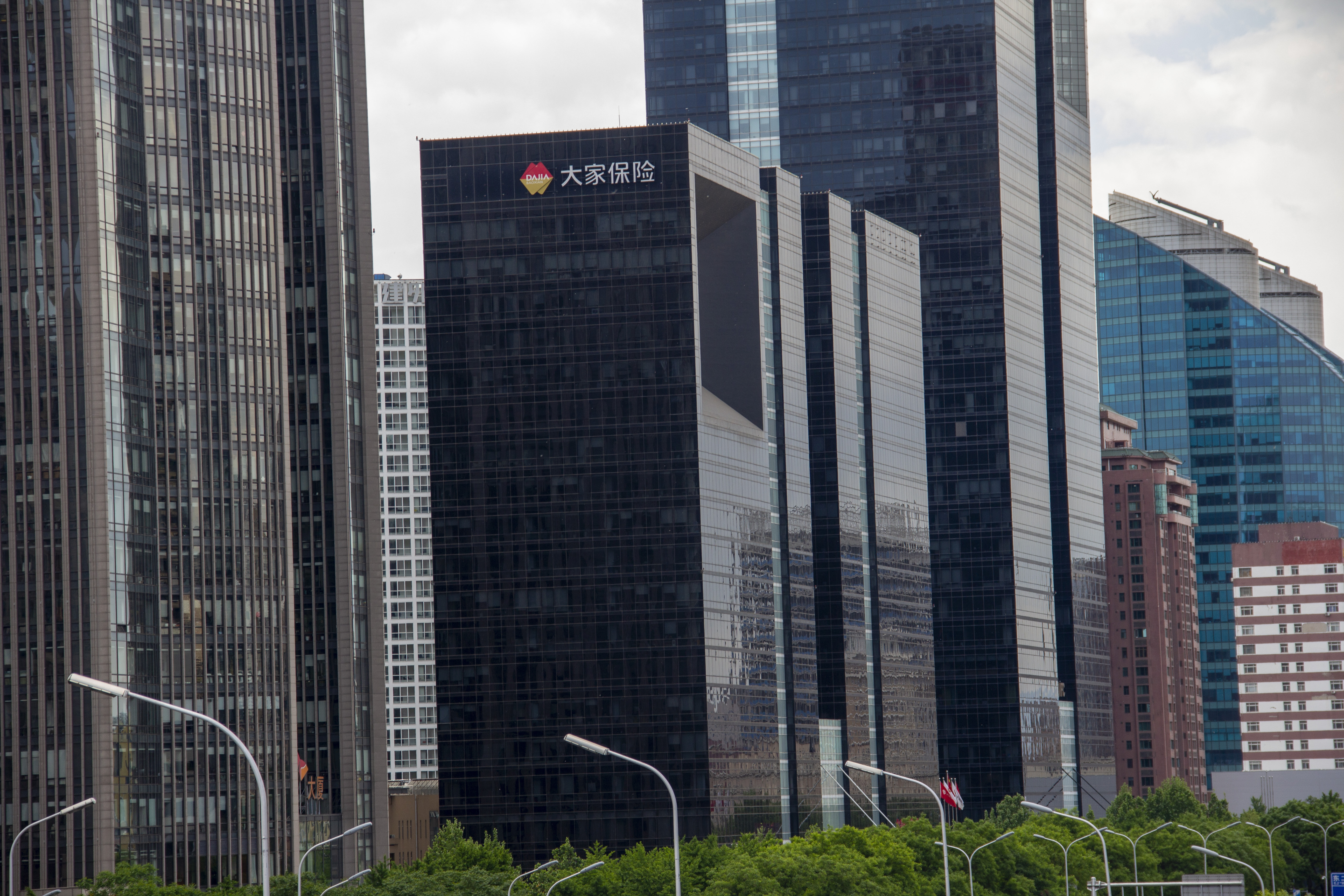
大家保险

2019年7月11日，银保监会批准中国保险保障基金、中国石油化工集团、上海汽车工业（集团）总公司共同出资设立大家保险集团有限责任公司，注册资本203.6亿元，依法受让安邦人寿、安邦养老和安邦资管股权；并设立大家财险，依法受让安邦财险的部分保险业务、资产和负债。安邦集团将做好存量保单兑付工作，全面履行保险合同义务，切实保障保险消费者及各有关方面合法权益。重组完成后，安邦集团将不开展新的保险业务。
2020年2月22日，中国银行保险监督管理委员会发布公告，根据《保险法》第147条规定，从安邦集团拆分新设的大家保险集团已基本具备正常经营能力，中国银保监会依法结束对安邦集团的接管，安邦集团和安邦财险将依法予以清算注销。
2020年9月14日，安邦集团（统一社会信用代码：9111000076454055XA）召开股东大会，会议决议解散公司，并成立清算组（筹）。下一步，该公司将按照法律法规向中国银保监会申请解散，在取得相关行政许可后及时组织清算。

## 外部連結
- 安邦保险（页面存档备份，存于）